# Oscar Florianus Bluemner
Oscar Florianus Bluemner (21 de junio de 1867 – 12 de enero de 1938) fue un pintor modernista estadounidense nacido en Alemania.

## Biografía
Nació en Hanover, Alemania. En 1893 se trasladó a Chicago donde trabajó como independiente y dibujante en la Exposición Mundial Colombina de Chicago. Tras la exposició buscó infructuosamente empleo en la ciudad y en Nueva York. En 1903su suerte cambió cuando su diseño fuel escogido para el Bronx Borough Courthouse de Nueva York.
Bluemner se instaló en Nueva York en 1901. En 1908 conoció a Alfred Stieglitz, quien le presentó otros artistas estadounidenses y europeos, principalmente de vanguardia. Hacia 1910 decidió dedicarse por completo a la pintura, en detrimento de la arquitectura. Exhibió en 1913 en el Armory Show. En 1915 expuso en la galería 291, de Stieglitz . Pese a participar en varias exposiciones, incluyendo algunas en solitario, durante los próximos años vendió muy pocas obras y vivió casi en la pobreza.
Tras el deceso de su esposa en 1926, se instaló en Braintree, en el estado de Massachusetts. El 12 de enero de 1938 se suicidó.

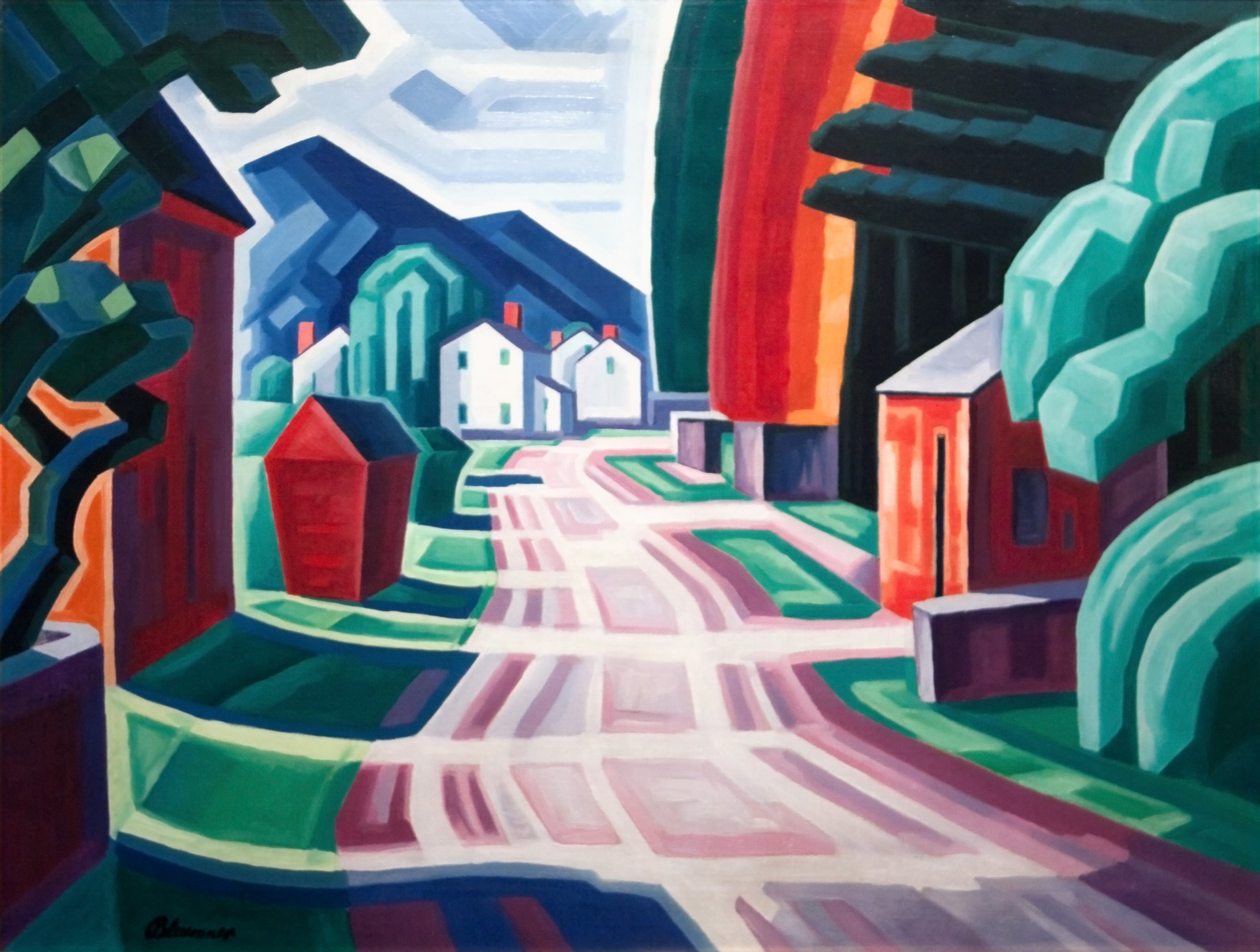
Forma y luz, motivo en Nueva Jersey occidental de 1914.